# 구로카와번
구로카와 번(일본어: 黒川藩 구로카와한[*])은 일본 에도 시대 에치고국 간바라 군(蒲原郡) 구로카와(현 니가타현 다이나이시 구로카와)에 진야를 번청으로 두고, 그 부근을 지배했던 번으로, 고리야마 번의 지번이다.

## 번의 역사
에도 막부의 5대 쇼군 도쿠가와 쓰나요시 휘하에서 활약한 소바요닌 야나기사와 요시야스의 맏아들 야나기사와 요시사토는 교호 9년(1724년) 3월 11일, 고후 번에서 야마토 고리야마 번으로 이봉되었다. 그 후 같은해 윤4월 28일, 요시야스의 넷째 아들 야나기사와 쓰네타카도 분가로서 1만 석 영지를 지급받아 번을 세우게 되었는데 구로카와 번이 바로 그것이다.
초대 번주 쓰네타카는 번의 지배 체제를 공고히 하기 위해, 같은해 10월에 34조에 이르는 법규를 제정했다. 하지만 쓰네타카는 이듬해 8월 23일에 사망하였고, 그 뒤를 이은 야나기사와 사토즈미는 쓰네타카의 유지를 받들어 번의 기반 강화를 시행했으나, 농민인 오토모무라 소자에몬(大友村惣左衛門) 등이 에도로 가서 세금, 하천 운임료를 면제해 줄 것을 호소하였고, 게다가 연공 미납이 계속되는 비상사태가 벌어졌다. 이에 대해 사토즈미는 농민들을 철저히 처벌하고, 교호 15년(1730년)에는 숙장(宿場) 인마의 제도를 정비하여 번 지배 제도를 정립하였다.
구로카와 번의 고쿠다카는 1만 석이었으나, 번의 영지는 산지가 많기 때문에 새로운 농지 개간이 불가능했고, 실질 고쿠다카가 1만 석을 밑돌았다고도 전해진다. 게다가 역대 번주들 중 대부분이 에도에 정부(定府)해 있었기 때문에 지출 비용이 상당했다. 그로 인해 연공 징수를 엄격히 함은 물론, 본가인 고리야마 번으로부터도 돈을 빌리는 상황이었다. 그러나 번의 재정은 악화되어, 덴포 14년(1843년)에는 5천 냥 남짓의 채무를 떠안고 있었다고 한다.
7대 번주 야나기사와 미쓰테루는 안세이 연간, 구로카와 진야 내에 번교 홍도관(弘道館)을 세우고, 번사의 자제들을 교육하는 데에 힘썼다. 메이지 원년(1868년) 보신 전쟁에서는 미쓰테루가 아이즈번의 요청에 따라서 오우에쓰 열번 동맹에 가신을 보냈으나, 소극적인 입장으로 일관하였다. 이듬해, 마지막 번주가 된 양자 야나기사와 미쓰쿠니가 구로카와 번지사가 되었고, 메이지 4년(1871년) 7월 14일, 폐번치현이 이루어지면서 구로카와 번은 폐지되어 구로카와 현이 되었다. 같은해 11월 20일, 니가타현에 편입되었다.

## 역대 번주
1. 야나기사와 쓰네타카(柳沢経隆) 재위 1724년 ~ 1725년
2. 야나기사와 사토즈미(柳沢里済) 재위 1725년 ~ 1735년
3. 야나기사와 사토아키라(柳沢里旭) 재위 1735년 ~ 1736년
4. 야나기사와 야스타카(柳沢保卓) 재위 1736년 ~ 1774년
5. 야나기사와 노부토(柳沢信有) 재위 1774년 ~ 1797년
6. 야나기사와 미쓰히(柳沢光被) 재위 1797년 ~ 1836년
7. 야나기사와 미쓰테루(柳沢光昭) 재위 1836년 ~ 1868년
8. 야나기사와 미쓰쿠니(柳沢光邦) 재위 1868년 ~ 1871년